# Super Metroid
| Mottagande                | Mottagande             |
| Samlingsbetyg             | Samlingsbetyg          |
| Tjänst                    | Betyg                  |
| ------------------------- | ---------------------- |
| Gamerankings              | 96,72% (9 recensioner) |
| Recensionsbetyg           |                        |
| Publikation               | Betyg                  |
| Electronic Gaming Monthly | 9/10                   |
| Eurogamer                 | 10/10                  |
| Gamespot                  | 8,5/10                 |
| IGN                       | 9,5/10                 |
| Nintendo-Magasinet        | 10/10                  |
| Nintendo Power            | 4,425/5                |

Super Metroid (スーパーメトロイド Sūpā Metoroido?), även känt som Metroid 3, är ett actionspel och det tredje spelet i Nintendos Metroid-serie. Spelet släpptes 1994 till Super Nintendo Entertainment System.

## Handling
Efter att ha utrotat Metroiderna på planeten SR388 i Metroid II: Return of Samus tog Samus Aran den sista Metroidlarven till den galaktiska forskningsstationen Ceres så att den kunde studeras. Forskarna upptäckte att dess krafter kunde utnyttjas för goda ändamål. Eftersom allt verkade vara väl var Samus nöjd och åkte iväg för att söka ett nytt uppdrag. Men hon hann inte åka långt innan hon hörde en nödsignal från forskningsstationen och åker tillbaka för att se vad som hänt.
På forskningsstationen hittar hon forskarna döda och Metroidenlarvens container sönderslagen. Efter lite utforskande hittar hon larven i klorna på Ridley. Samus och Ridley går till anfall mot varandra, men Ridley flyger snart iväg med larven. Samtidigt sätter en nedräkning igång, stationen kommer självdetoneras och Samus Aran har 60 sekunder på sig att fly. Efter att ha nått sitt skepp åker Samus till Zebes, där rymdpiraterna har byggt upp sin bas igen. Hennes uppdrag är nu att hitta Metroidlarven och stoppa rymdpiraternas onda planer.
Samus får snart reda på att Moderhjärnan har överlevt sedan senast hon var på Zebes i originalspelet. Samus har nu som mål att än en gång förgöra Moderhjärnan, som håller till i Tourian. Vägen dit är dock fylld med faror, både nya och gamla, såsom Ridley och Kraid. Samus måste kämpa sig igenom platser som hon redan besökt i originalspelet, men även nya ställen på planeten Zebes. Dessa platser är Crateria (där man börjar spelet), Brinstar (med sin vildvuxna skogsmiljö), Norfair (lavalandskapet), Maridia (som är fyllt med vatten), Wrecked Ship (det nedslagna rymdskeppet) och till sist Tourian (där Moderhjärnan håller till).
När Samus till slut tar sig ner till Moderhjärnan blir striden väldigt likt den som var i originalspelet. När Samus tror sig ha besegrat Moderhjärnan händer dock något oväntat. Moderhjärnan förvandlar omgivningen och sig själv. Ben och armar växer ut och man måste nu möta en ny typ av boss. Mitt under striden skjuter Moderhjärnan iväg en "dödsstråle" som träffar rakt på Samus. Samus överlever precis och när Moderhjärnan ska skjuta iväg en till "dödsstråle" kommer Metroidlarven (som nu vuxit till en abnormt stor Metroid) till Samus undsättning. Metroiden ger Samus liv, men under tiden får Moderhjärnan in en dödlig attack på Metroiden och den faller död till marken. Samus är nu lämnad ensam i kampen om frid på planeten Zebes.

## Mottagande och utmärkelser
När tidskriften Super Play år 2003 utnämnde sina hundra bästa spel genom tiderna hamnade Super Metroid på sjätte plats, där det skrevs att "Super Metroid har det mesta man kan önska sig av ett spel [...]." I Nintendo-Magasinet recenserade Patrick Söderlund Super Metroid, där han gav spelet betyget 10 av 10 och han skrev att "Super Metroid är ett sånt där spel som gör att all annan verksamhet avstannar här på redaktionen. Storyn är genomtänkt, grafiken är suverän och musiken, eller rättare sagt ljuden, skapar den exakt rätta kusliga stämningen när man smyger omkring och undersöker banornas alla vinklar och vrår." I Guinness World Records 2009: Gamer's Edition hamnade spelet på plats 37 över de 50 bästa konsolspelen genom tiderna och Empire placerade Super Metroid på plats 68 på deras lista "The 100 Greatest Games of All Time". WatchMojo.com placerade Super Metroid på plats 7 på deras lista "Top 10 Video Games of the 4th Generation".